# Biblioteka Angelo Mai w Bergamo
Biblioteka Angelo Mai w Bergamo (wł. Civica Biblioteca Angelo Mai di Bergamo) jest najważniejszą instytucją zajmującą się przechowywaniem dokumentów historycznych w Bergamo i okolicach. Jej siedzibą jest Palazzo Nuovo w Górnym Mieście w Bergamo (wł. Città Alta). Budynek ten leży naprzeciwko Palazzo della Ragione, przy Piazza Vecchia.

## Historia
Biblioteka została otwarta 13 lutego 1768, po tym jak kardynał Giuseppe Alessandro Furietti podarował miastu swój księgozbiór stawiając warunek, że zbiory muszą być dostępne publicznie. Umieszczono je w jednym z pomieszczeń Palazzo Vecchio (Palazzo della Ragione), który był siedzibą władz miejskich. W 1843 roku biblioteka została przeniesiona do Palazzo della Ragione. Od 1927 roku zbiory biblioteczne wróciły do Palazzo Nuovo. Od 1954 biblioteka nosi imię filologa i badacza starożytnych tekstów, kardynała Angelo Mai. 
W 2006 roku na podstawie umowy pomiędzy Fondazione Congregazione Misericordia Maggiore, a Bergamo powstała jako oddział Biblioteka Muzyczna Gaetano Donizettiego. Mieści się ona w Palazzo della Misericordia Maggiore, a jej zbiory liczą ponad 300 tysięcy woluminów. 

## Zbiory
Księgozbiór kardynała Furietti liczył 1363 tomów. Liczba woluminów ciągle wzrastała dzięki darowiznom oraz zakupom nowych książek. W 1843 liczyły one 60 tysięcy woluminów. Największy rozrost księgozbioru miał miejsce w XIX wieku. Spowodowało to zamknięcie biblioteki w 1896 roku, na dwa lata, aby uporządkować zbiory. W 1908 roku do zbiorów włączono dokumenty Archiwum miasta. Zostały one w 1976 roku wyodrębnione ze zbiorów jako samodzielny oddział. W momencie ponownych przenosin do Palazzo Nuovo zbiory liczyły 200 000 woluminów. Obecnie biblioteka posiada ok. 700 000 tomów, ponad 11 000 tytułów czasopism, ok. 2150 inkunabułów, znaczną liczbę rycin, autografów, manuskryptów, fotografii oraz innych eksponatów, które czynią z niej jedną z najważniejszych bibliotek historycznych we Włoszech.
Zgodnie z ustawą z 2004 roku biblioteka ma prawo do otrzymywania egzemplarza obowiązkowego druków wydanych na terenie Bergamo i Lombardii. 

## Palazzo Nuovo

Kardynał Giuseppe Alessandro Furietti

Palazzo Nuovo jest dziełem architekta Vincenzo Scamozziego, podczas gdy loggia wejściowa została zaprojektowana przez innego architekta, Cresolę, zwanego il Vannone, który dokonał też między innymi przebudowy Pałacu Dożów Genui.
Budowa Palazzo Nuovo została rozpoczęta w 1604 roku, a dokończona w 1958 roku umieszczeniem sześciu rzeźb, będących dziełem artysty Tobia Vescovi, nad zwieńczeniami drugiego, piątego i ósmego okna pierwszego piętra fasady.
Sama fasada jest dziełem Ernesto Pirovano (1866-1934), który ją ukończył w 1900 roku. Pokryta białym marmurem z Zandobbio, urzeka elegancją i lekkością stylu neoklasycystycznego. Wpisuje się ona doskonale w architekturę Piazza Vecchia, nad którą dominują Palazzo della Ragione oraz Torre Suardi.